# جوليانو فيرارا
جوليانو فيرارا (بالإيطالية: Giuliano Ferrara)‏ هو مقدم تلفزيوني وصحفي وسياسي وممثل إيطالي، ولد في 7 يناير 1952 في روما في إيطاليا.

## وصلات خارجية
- جوليانو فيرارا على موقع IMDb (الإنجليزية)
- جوليانو فيرارا على موقع ديسكوغز (الإنجليزية)